# Trecători secundare din munții României
Aceasta este o listă de Trecători secundare din munții României constituită din:
- Pasuri care nu sunt parcurse de căi de comunicație terestre de utilitate publică sau privată deschise circulației publice.
- Pasuri pentru care informațiile sunt verificabile dar sursele sunt insuficiente pentru a susține notabilitatea.

## Carpații Orientali

### Pasul Pleșa
Pasul Pleșa (47°38'6.15"N 25°50'19.89"E) este o trecătoare secundară din Carpații Orientali situată la 725 m altitudine care traversează Obcina Cacica și leagă valea Humorului de Podișul Sucevei, respectiv satele sucevene Pleșa (Comuna Mănăstirea Humorului) și Solonețu Nou (Comuna Cacica).
Trecătoarea este situată pe culmea dintre vârfurile Cheremecea (820 m altitudine, spre nord-vest) și Călugărița (805 m altitudine, spre sud-est)
Drumul care traversează pasul este nemodernizat.

### Pasul Ditrău
Pasul Ditrău ( 46°51'34.07"N  25°28'28.22"E) este o trecătoare secundară situată la altitudinea de 780 m între Munții Gurghiu – aflați la vest și Munții Giurgeu – aflați la est, care leagă de-a lungul DN12 satele Ditrău, Comuna Ditrău, Harghita – aflat la sud și Estelnic, Comuna Sărmaș, Harghita - aflat la nord. Trecătoarea, oferă acces peste interfluviul dintre văile Faier și Jolotca (Dealul Jolotca), situat la dreapta râului Mureș.

### Pasul Barcani
Pasul Barcani (sau Zagon) ( 45°44'17.44"N  26° 7'0.68"E) este o trecătoare secundară (situată la altitudinea de 870 m) în Munceii Întorsurii pe DN13E, care face legătura între Depresiunea Întorsura Buzăului și Depresiunea Târgu Secuiesc pe sub vârful Călugărul, fiind situată între satele Zagon, Comuna Zagon, Covasna – aflat la nord și Barcani, Comuna Barcani, Covasna - aflat la sud-vest. Trecătoarea coboară la nord pe , valea râului Zagon, iar la sud pe cea a râului Barcani.

### Pasul Hămaș
Pasul Hămaș (Hammaș cf., Hagău cf.) ( 45°45'48.74"N  26° 1'8.66"E) este o trecătoare secundară cu altitudinea de 720 m (727 m cf.) situată în Munceii Întorsurii pe DJ121A, care face legătura între Depresiunea Întorsura Buzăului și Depresiunea Târgu Secuiesc, fiind situată între satele Valea Mare, Comuna Valea Mare, Covasna – aflat la nord-vest și Sărămaș, Comuna Barcani, Covasna - aflat la sud-est. Trecătoarea coboară la nord pe valea râului Valea Mare iar la sud pe cea a Lădăuțiului Mare.

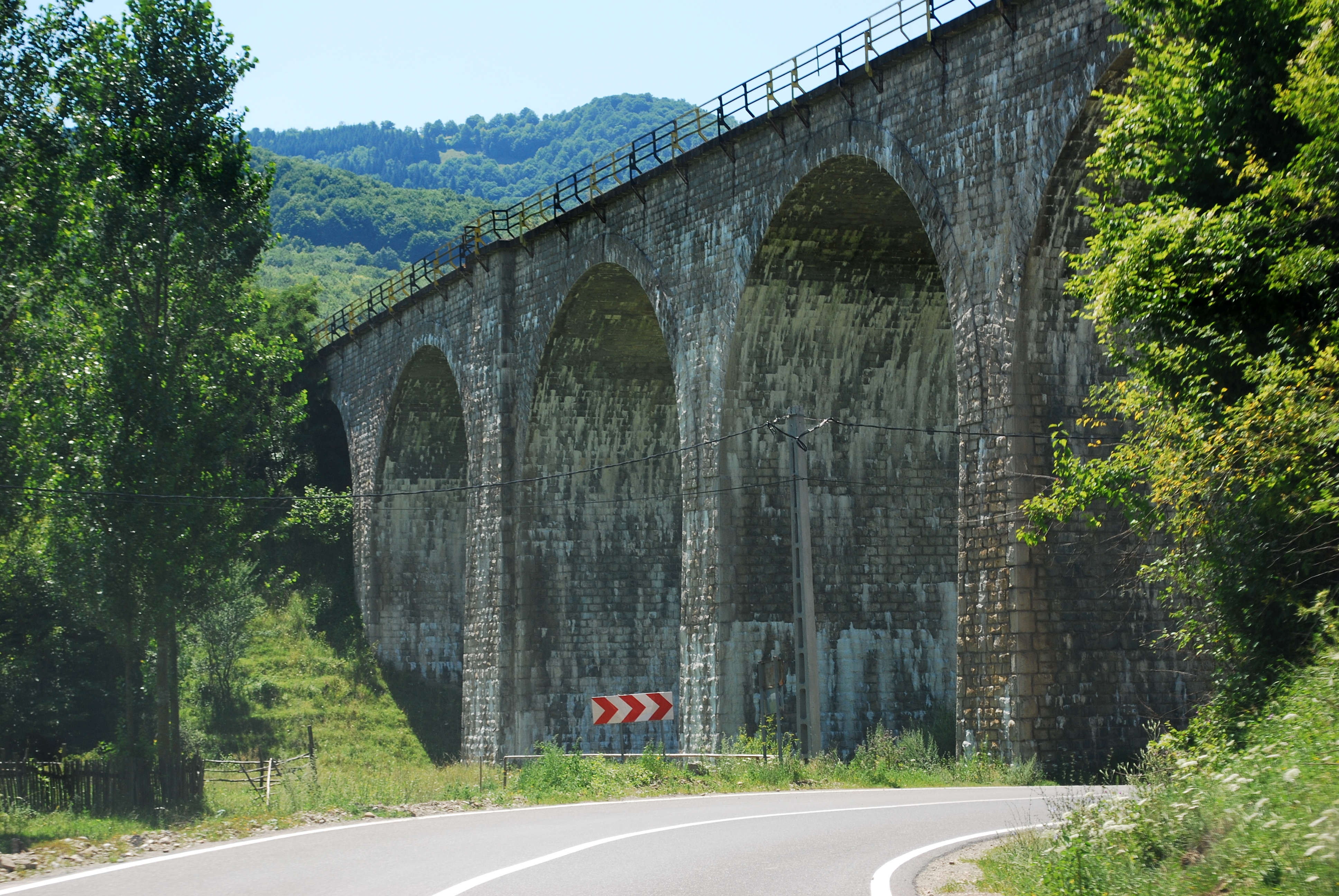
Viaduct peste DN10, în Teliu

### Pasul Predeluș (Munții Întorsurii)
Pasul Predeluș din Munceii Întorsurii cunoscut și sub numele de Pasul Teliu ( 45°40'29.43"N   25°58'6.12"E), este o trecătoare secundară  situată pe DN10 („Drumul Teliului”) la altitudinea de 840 m, care face legătura între Depresiunea Întorsura Buzăului și Depresiunea Sfântu Gheorghe, fiind situat între satul Teliu, Comuna Teliu, Brașov – aflat la est și satul Brădet care aparține de orașul Întorsura Buzăului, Covasna - aflat la vest.

### Pasul Zizin
Pasul Zizin (sau Dălghiu) ( 45°34'28.90"N  25°54'13.03"E) este o trecătoare secundară situată pe DJ 103A, care face legătura între Depresiunea Întorsura Buzăului și Depresiunea Sfântu Gheorghe, fiind situată între satele Zizin, Comuna Tărlungeni, Brașov – aflat la est și Vama Buzăului, Comuna Vama Buzăului, Brașov - aflat la vest. Trecătoarea este localizată între Munceii Întorsurii – localizați la nord și Munții Ciucaș – localizați la sud și, se află pe cumpăna apelor dintre văile Zizinului sitată la vest și cea a Dălghiului situată la est.

## Carpații Meridionali

### Pasul Jina

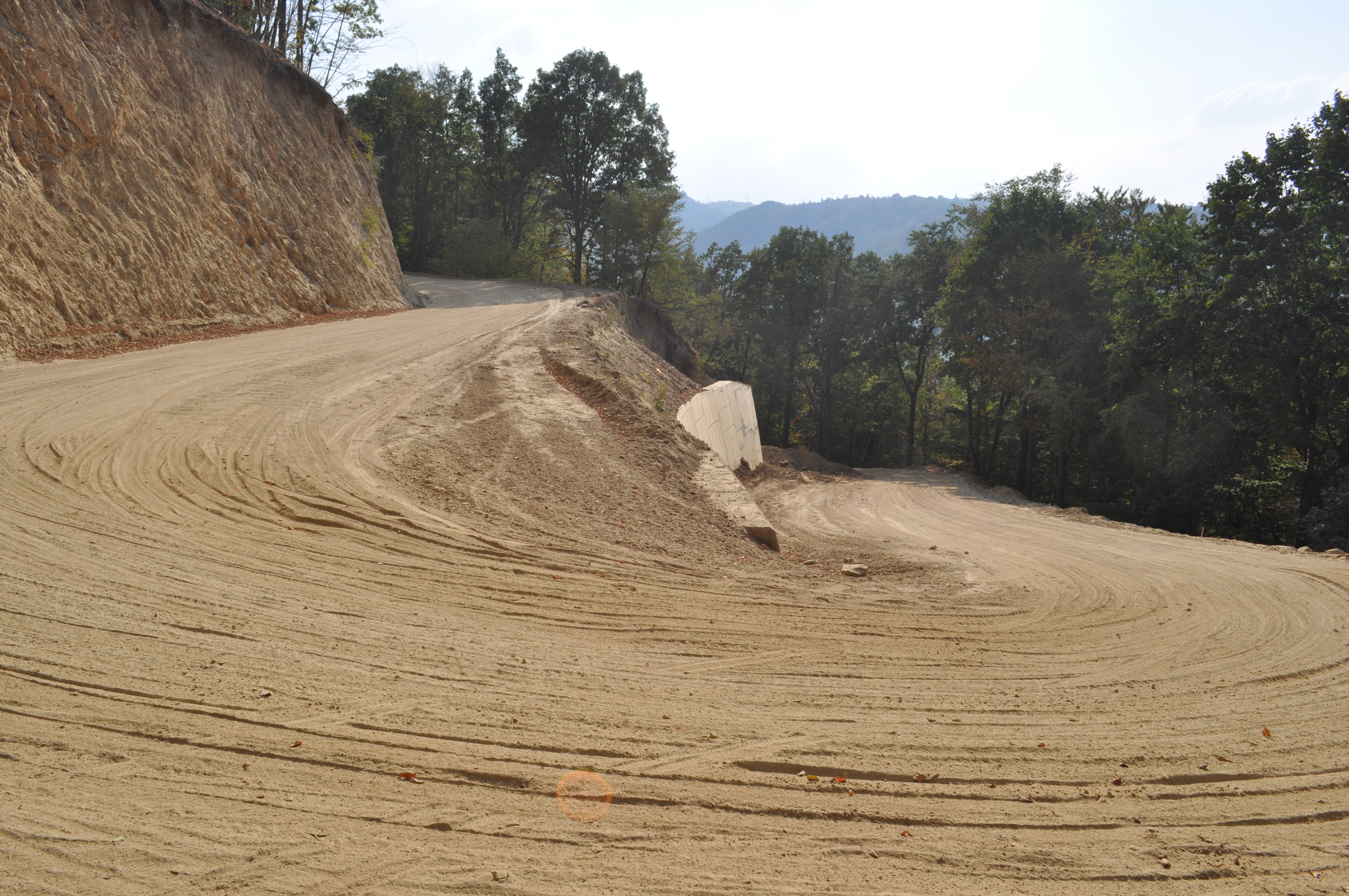
Sectorul de drum Jina-Șugag (aflat în lucru în septembrie 2011)

Pasul Jina este o trecătoare secundară în Carpații Meridionali care realizează o legătură suplimentară la Dobra (județul Alba), dintre DN67C (Transalpina) și Sibiu, prin intermediul DJ106E, peste Coasta Jinei. Altitudinea acestuia este de 984 m, pasul aflându-se în vecinătatea localității Jina din județul Sibiu.